# Liknelseboken
Liknelseboken är en självbiografisk roman av P.O. Enquist, utgiven i mars 2013 på Norstedt. Det blev Enquists sista roman innan hans bortgång april 2020.